# Jane Wymark
Jane Wymark (* 31. Oktober 1952 in London) ist eine britische Schauspielerin.

## Leben
Jane Wymark ist die Tochter des englischen Schauspielers Patrick Wymark. Sie spielte in zahlreichen britischen Fernsehserien mit, zum Beispiel in Lovejoy. Dem deutschen Publikum wurde sie in der Rolle der Joyce Barnaby in der beliebten englischen Kriminalfilm-Fernsehserie Inspector Barnaby bekannt. Dort agierte sie von 1997 bis 2011 in 81 Folgen.
Außerdem wirkte sie in dem BBC-Fernsehdrama Poldark mit.

## Filmografie
- 1975: Shadows (Julia, 1 Folge, Fernsehen)
- 1976: Beasts (Jo Gilkes, 1 Folge, Fernsehserie)
- 1977: Poldark (Morwenna Carne bzw. Chynoweth, 11 Episoden, Fernsehserie)
- 1977: ITV Playhouse (1 Folge, Fernsehen)
- 1977: Rob Roy (Diana, Fernsehen)
- 1980: BBC2 Playhouse (Cass Rudolf, 1 Folge, Fernsehen)
- 1982: The Sidmouth Letters (Fernsehen)
- 1991: Chalkface (7 Folgen, Fernsehserie)
- 1992: Between the Lines (News Editor, 1 Folge, Fernsehserie)
- 1992: Verhängnisvolles Erbe (A Fatal Inversion, Meg Chipstead, Fernsehen)
- 1993: Lovejoy (Lucy Welland-Smythe, 1 Folge, Fernsehserie)
- 1993: Safe (Casualty Doctor, Fernsehen)
- 1993: Maigret (Madame Gaudry, 1 Folge, Fernsehserie)
- 1993: Drop the Dead Donkey (Belinda, 1 Folge, Fernsehserie)
- 1994: A Landing on the Sun (Anne, Fernsehen)
- 1995: All Men Are Mortal (Gertrude)
- 1996: Pie in the Sky (Emma Bishop, 2 Folgen, Fernsehserie)
- 1996: No Bananas (ATS Officer, Fernseh-Miniserie)
- 1996: Giving Tongue (Forest of Dean, Fernsehen)
- 1997: A Touch of Frost (Fiona Barr, 1 Folge, Fernsehserie)
- 1997: Underworld (Mrs. Arnott, 1 Folge, Fernsehserie)
- 1998: Dangerfield (Maude Wilson, 1 Folge, Fernsehserie)
- 2006: Sinchronicity (Wendy, 1 Folge, Fernsehserie)
- 1997–2011: Inspector Barnaby (Midsomer Murders, Joyce Barnaby, 81 Folgen, Fernsehserie)
- 2013 The Cop – Crime Scene Paris (Fernsehserie)
- 2014: Medea nach Euripides (Video)